# Cinémagazine
Cinémagazine ou Cinémagazine : Hebdomadaire illustré est une revue de cinéma française, parue de 21 janvier 1921 à 2 mai 1935.
Hebdomadaire illustrée de 1921 à 1929, puis mensuelle jusqu'en 1934 avant de redevenir hebdomadaire quelques mois avant sa disparition, cette revue à vocation populaire publie tous les vendredis, en même temps des « films racontés », des critiques et des articles de fond.
Marcel Carné, Maurice Bessy, Jean Dréville, Robert Florey, Charles Ford, René Jeanne et Émile Vuillermoz ont figuré parmi les membres du comité de rédaction.